# Wolfgang Schmid (Historiker)
Wolfgang Schmid (* 12. August 1957 in Kusel) ist ein deutscher Historiker.

## Leben
Wolfgang Schmid studierte Geschichte, Kunstgeschichte und Politikwissenschaft. 1990 wurde er in Trier mit einer Dissertation über Stifter und Auftraggeber im spätmittelalterlichen Köln promoviert und 1997 mit einer Arbeit über Dürer als Unternehmer. Kunst, Humanismus und Ökonomie in Nürnberg um 1500 habilitiert. Seit 2003 ist er außerplanmäßiger Professor für Geschichtliche Landeskunde an der Universität Trier, seit 2007 Gastprofessor an der Universität Luxemburg. Er ist Vorsitzender der Ortsgruppe Untermosel des Eifelvereins, stellvertretender Vorsitzender der Bezirksgruppe Mayen-Koblenz und als Hauptkulturwart Mitglied des Hauptvorstandes des Eifelvereins.
Neben wirtschaftsgeschichtlichen Themen der frühen Neuzeit hat sich Schmid vor allem mit dem vielschichtigen Phänomen Memoria beschäftigt. In zahlreichen Studien untersuchte er die Beziehungen zwischen politisch-dynastischer Repräsentation und liturgischer Memoria in der Erinnerungs- und Begräbniskultur von Herrschern, Bischöfen, Klerikern und Adeligen im rheinisch-luxemburgischen Raum. Einen weiteren Schwerpunkt seiner Forschungsinteressen bilden Wallfahrten, Heiligenkulte und Reliquienverehrung. In den letzten Jahren befasste er sich vor allem mit strukturellen Veränderungen im ländlichen Raum im 19. und 20. Jahrhundert in Luxemburg und in der Eifel. Derzeit arbeitet er an verschiedenen Veröffentlichungen zum Thema Heiligenverehrung, Schatzkunst und Politik um 1200.

## Schriften
- Kölner Renaissancekultur im Spiegel der Aufzeichnungen des Hermann Weinsberg (1518–1597) (= Veröffentlichungen des Kölnischen Stadtmuseums. Bd. 8). Köln 1991, ISBN 3-927396-43-5.
- Stifter und Auftraggeber im spätmittelalterlichen Köln (= Veröffentlichungen des Kölnischen Stadtmuseums. Bd. 11). Köln 1994, ISBN 3-927396-11-5, korrekte ISBN 3-927396-61-3.
- Poppo von Babenberg (986–1047). Erzbischof von Trier – Förderer des hl. Simeon – Schutzpatron der Habsburger. Trier 1998, ISBN 3-89070-033-0.
- Kaiser Heinrichs Romfahrt. Zur Inszenierung von Politik in einer Trierer Bilderhandschrift des 14. Jahrhunderts (= Mittelrheinische Hefte. H. 21). Koblenz 2000, ISBN 3-931014-47-9.
- Dürer als Unternehmer. Kunst, Humanismus und Ökonomie in Nürnberg um 1500 (= Beiträge zur Landes- und Kulturgeschichte. Bd. 1). Trier 2003, ISBN 978-3-933701-05-3.
- mit Stefan Heinz und Barbara Rothbrust: Die Grabdenkmäler der Erzbischöfe von Trier, Köln und Mainz. Trier 2004, ISBN 2-503-51604-1.
- mit Paula Giersch: Rheinland – Heiliges Land. Pilgerreisen und Kulturkontakte im Mittelalter (= Armarium Trevirense. Bd. 1). Trier 2004, ISBN 2-503-51604-1.
- mit Michael Embach (Hrsg.): Die „Medulla Gestorum Treverensium“ des Johann Enen. Ein Trier Heiltumsdruck von 1514 (= Armarium Trevirense. Bd. 2). Trier 2004, ISBN 2-503-51604-1.
- mit Dorothee Rippmann und Katharina Simon-Muscheid (Hrsg.): Zum allgemeinen statt nutzen. Brunnen in der europäischen Stadtgeschichte. Trier 2008, ISBN 978-3-89890-116-1.
- Graphische Medien und katholische Reform. Reliquienverehrung, Goldschmiedekunst und Wallfahrt in rheinischen Städten nach dem Dreißigjährigen Krieg (= Mitteilungen und Verzeichnisse aus der Bibliothek des Bischöflichen Priesterseminars zu Trier. Bd. 25). Trier 2008, ISBN 978-3-7902-0199-4.
- mit Michel Margue und Michel Pauly: Der Weg zur Kaiserkrone. Der Romzug Heinrichs VII. in der Darstellung Erzbischof Balduins von Trier (= Publications du CLUDEM. Bd. 24). Trier 2009, ISBN 978-3-89890-129-1.
- mit Wieland Schmid: Henri Tudor. Akkumulator. Elektrizität. Luxemburg 2009. – Engl. Ausgabe: Henri Tudor. Accumulator. Elektricity. Luxemburg 2009. – Franz. Ausgabe: Henri Tudor. Accumulateur. Électricité. Luxemburg 2009.
- (Hrsg.): Festschrift 125 Jahre Eifelverein (1888–2013). Bd. 1: Der Eifelverein auf seinem Weg durch die Geschichte. Bd. 2: Die Eifel – Beiträge zu einer Landeskunde. Trier 2013, ISBN 978-3-921805-91-6.
- Leben und Arbeit im Ösling. Die Dörfer Binsfeld, Breidfeld und Holler (Gemeinde Weiswampach) zwischen Geschichte und Gegenwart. Luxembourg 2016, ISBN 978-2-87992-990-3.
- Das Epitaph des Junkers Konrad Schilling von Lahnstein in Kottenheim und die Grabmalskunst der Gotik und der Renaissance im Raum Mayen-Koblenz. Mayen 2017. ISBN 978-3-930821-27-3.
- mit Michael Embach, Andreas Heinz und Bernhard Schneider: Das Domkapitel Trier im Mittelalter und in der frühen Neuzeit. Gesellschaft für Mittelrheinische Kirchengeschichte, Mainz 2018, ISBN 978-3-929135-76-3.
- Der Schrein des Apostels Simon in Sayn. Heiligenverehrung, Schatzkunst und Politik um 1200. Imprimatur-Verlag, Lahnstein 2019, ISBN 978-3-947874-04-0.
- Die Königsreihe am Aachener Karlsschrein. Heiligenverehrung, Schatzkunst und Politik um 1200 (= Geschichte im Bistum Aachen. Beih. 10). Verlag Ph. C. W. Schmidt, Neustadt a. d. Aisch 2020, ISBN 978-3-96049-086-9.